# Лауреаты Государственной премии Украины в области науки и техники (1974)
Лауреаты Государственной премии Украины в области науки и техники 1974 года — перечень награждённых государственной наградой Украинской ССР, присужденной в 1974 году за достижения в науке и технике.
На основании представления Комитета по Государственным премиям Украины в области науки и техники Центральный Комитет Компартии Украины и Совет Министров Украинской ССР вышло Постановление № 553 от 4 декабря г. «О присуждении Государственных премий Украины в области науки и техники 1974 года».

## Лауреаты
| Премированная работа | Лауреаты                            | кратко про лауреата |
| --- | ----------------------------------- | --- |
| «Учебник „Технология строительного производства“, опубликованный в 1972 и 1973 годах»                                                               | Клиндух, Александр Михайлович       | кандидат технических наук, доцент Киевского инженерно-строительного института |
| «Учебник „Технология строительного производства“, опубликованный в 1972 и 1973 годах»                                                               | Альперович, Семён Зиновьевич        | кандидат технических наук, доцент Киевского инженерно-строительного института |
| «Учебник „Технология строительного производства“, опубликованный в 1972 и 1973 годах»                                                               | Литвинов, Олимпий Олимпиевич        | заведующий кафедрой Киевского инженерно-строительного института |
| «Учебник „Технология строительного производства“, опубликованный в 1972 и 1973 годах»                                                               | Пищаленко, Юрий Афанасьевич         | кандидат технических наук, доцент Киевского инженерно-строительного института |
| «Учебник „Технология строительного производства“, опубликованный в 1972 и 1973 годах»                                                               | Таукач, Георгий Леонидович          | кандидат технических наук, доцент Киевского инженерно-строительного института |
| «Учебник „Технология строительного производства“, опубликованный в 1972 и 1973 годах»                                                               | Гурковский, Григорий Михайлович     | доцент Киевского инженерно-строительного института |
| «Учебник „Технология строительного производства“, опубликованный в 1972 и 1973 годах»                                                               | Севериновский, Лазарь Михайлович    | ассистент, работник Киевского инженерно-строительного института |
| «Учебник „Технология строительного производства“, опубликованный в 1972 и 1973 годах»                                                               | Обозный, Алексей Павлович           | кандидат технических наук, доцент |
| «Учебник „Технология строительного производства“, опубликованный в 1972 и 1973 годах»                                                               | Шичко, Виктор Викентьевич           | доцент |
| «Учебник „Технология строительного производства“, опубликованный в 1972 и 1973 годах»                                                               | Макарчук, Григорий Иванович         | старший преподаватель Киевского инженерно-строительного института |
| «Разработка, освоение в серийном производстве и внедрение в эксплуатацию многоцелевой радиоизмерительной аппаратуры»                                | Абилов, Владимир Захарович          | токарь Львовского производственно-технического объединения имени В. И. Ленина |
| «Разработка, освоение в серийном производстве и внедрение в эксплуатацию многоцелевой радиоизмерительной аппаратуры»                                | Михалевский, Виталий Иванович       | начальник лаборатории Львовского производственно-технического объединения имени В. Ленина |
| «Разработка, освоение в серийном производстве и внедрение в эксплуатацию многоцелевой радиоизмерительной аппаратуры»                                | Мазо, Марк Григорьевич              | начальник лаборатории Львовского производственно-технического объединения имени В. Ленина |
| «Разработка, освоение в серийном производстве и внедрение в эксплуатацию многоцелевой радиоизмерительной аппаратуры»                                | Бондарь, Зиновий Михайлович         | начальник лаборатории Львовского производственно-технического объединения имени В. Ленина |
| «Разработка, освоение в серийном производстве и внедрение в эксплуатацию многоцелевой радиоизмерительной аппаратуры»                                | Полушин, Вадим Андреевич            | начальник отдела Львовского производственно-технического объединения имени В. Ленина |
| «Разработка, освоение в серийном производстве и внедрение в эксплуатацию многоцелевой радиоизмерительной аппаратуры»                                | Ишменецкий, Владислав Владимирович  | начальник отдела Львовского производственно-технического объединения имени В. Ленина |
| «Разработка, освоение в серийном производстве и внедрение в эксплуатацию многоцелевой радиоизмерительной аппаратуры»                                | Кухлевский, Панас Иванович          | начальник отдела Львовского производственно-технического объединения имени В. Ленина |
| «Разработка, освоение в серийном производстве и внедрение в эксплуатацию многоцелевой радиоизмерительной аппаратуры»                                | Андрохович, Антон Амбросиевич       | начальник отдела Львовского производственно-технического объединения имени В. Ленина |
| «Разработка, освоение в серийном производстве и внедрение в эксплуатацию многоцелевой радиоизмерительной аппаратуры»                                | Явич, Арон Абрамович                | кандидат экономических наук, старший научный сотрудник Львовского производственно-технического объединения имени В. И. Ленина                                                                                 |
| «Разработка, освоение в серийном производстве и внедрение в эксплуатацию многоцелевой радиоизмерительной аппаратуры»                                | Адащик, Вильям Александрович        | главный инженер Львовского производственно-технического объединения имени В. |
| «Работа „Комплексное этапное хирургическое лечение инфекционного неспецифического (ревматоидного) полиартрита“»                                     | Скляренко, Евгений Тимофеевич       | доктор медицинских наук, профессор, руководитель клиники Киевского научно-исследовательского института ортопедии                                                                                              |
| «Работа „Фракционный метод искусственного осеменения свиней“»                                                                                       | Квасницкий, Алексей Владимирович    | академик АН УССР, заведующий лабораторией Полтавского научно-исследовательского института свиноводства |
| «Разработка методов ускорения селекционно-семеноводческой работы с озимой пшеницей и создание на этой базе высокопродуктивного сорта „Одесская 51“» | Унтила, Илья Петрович               | кандидат биологических наук, заместитель директора Молдавского научно-исследовательского института полевых культур                                                                                            |
| «Разработка методов ускорения селекционно-семеноводческой работы с озимой пшеницей и создание на этой базе высокопродуктивного сорта „Одесская 51“» | Никифоров, Олег Александрович       | кандидат биологических наук, старший научный сотрудник Всесоюзного селекционно-генетического института |
| «Разработка методов ускорения селекционно-семеноводческой работы с озимой пшеницей и создание на этой базе высокопродуктивного сорта „Одесская 51“» | Долгушин, Донат Александрович       | доктор биологических наук, действительный член Всесоюзной академии сельскохозяйственных наук имени В. И. Ленина, заведующий лабораторией Всесоюзного селекционно-генетического института, руководитель работы |
| «Книга „Сердце отдаю детям“, издание 1969 года» | Сухомлинский, Василий Александрович | член-корреспондент Академии педагогических наук СССР |
| «Разработка физических основ управления частотой вынужденного излучения и создания комплекса лазеров с частотой, которая перестраивается»           | Дзюбенко, Михаил Иванович           | кандидат физико-математических наук, старший научный сотрудник Института радиофизики и электроники Академии наук УССР                                                                                         |
| «Разработка физических основ управления частотой вынужденного излучения и создания комплекса лазеров с частотой, которая перестраивается»           | Шпак, Марат Терентьевич             | член-корреспондент АН УССР, директор Института физики Академии наук УССР |
| «Разработка физических основ управления частотой вынужденного излучения и создания комплекса лазеров с частотой, которая перестраивается»           | Резниченко, Виолетта Яковлевна      | кандидат физико-математических наук, младший научный сотрудник Института физики Академии наук УССР |
| «Разработка физических основ управления частотой вынужденного излучения и создания комплекса лазеров с частотой, которая перестраивается»           | Тихонов, Евгений Александрович      | кандидат физико-математических наук, старший научный сотрудник Института физики Академии наук УССР |
| «Разработка физических основ управления частотой вынужденного излучения и создания комплекса лазеров с частотой, которая перестраивается»           | Кравченко, Вилен Иосифович          | кандидат физико-математических наук, старший научный сотрудник Института физики Академии наук УССР |
| «Разработка физических основ управления частотой вынужденного излучения и создания комплекса лазеров с частотой, которая перестраивается»           | Соскин, Марат Самуилович            | доктор физико-математических наук, профессор, заведующий отделом Института физики Академии наук УССР |
| «Разработка физических основ управления частотой вынужденного излучения и создания комплекса лазеров с частотой, которая перестраивается»           | Бродин, Михаил Семёнович            | член-корреспондент АН УССР, заведующий отделом Института физики Академии наук УССР |
| «Разработка физических основ управления частотой вынужденного излучения и создания комплекса лазеров с частотой, которая перестраивается»           | Витриховский, Николай Иванович      | кандидат физико-математических наук, старший научный сотрудник Института полупроводников Академии наук УССР                                                                                                   |